# Rajons de Limbaži
Le rajons de Limbaži se situait au nord de la Lettonie, à la frontière avec l'Estonie, sur le golfe de Riga. Les rajons ont été supprimés par la réforme administrative de 2009.

## Population (2000)
Au recensement de l'an 2000, le district avait 40 164 habitants, dont :
- Lettons : 35 463 personnes, soit 88,30 %.
- Russes :  2 517 personnes, soit  6,27 %.
- Biélorusses :    512 personnes, soit  1,27 %.
- Ukrainiens :    506 personnes, soit  1,27 %.
- Polonais :    343 personnes, soit  0,85 %.
- Lituaniens :    241 personnes, soit  0,60 %.
- Autres :    582 personnes, soit  1,45 %.

Le terme Autres inclut notamment des ressortissants issus de l'ex-URSS (Kazakhs, Moldaves...), notamment des Estoniens (environ 0,3 %) ainsi que des Rroms.

## Subdivisions

### Pilseta
- Limbaži
- Ainaži
- Aloja
- Salacgrīva
- Staicele

### Pagasts
- Vidriži
- Skulte
- Viļķene
- Pāle
- Brīvzemnieki
- Katvari
- Lēdurga
- Umurga
- Braslava
- Liepupe